# Carosello di canzoni
Carosello di canzoni è un film italiano del 1958 diretto da Luigi Capuano.